# Micromega
Micromega est une entreprise française spécialisée dans la conception et la fabrication de matériel haute-fidélité domestique haut de gamme. Elle est installée à Boissy-Saint-Léger en région parisienne.
Elle est à l'origine de plusieurs innovations technologiques en matière de lecture de sources numériques et de traitement du signal numérique.
En mars 2021, l'entreprise est achetée par La Boite Concept.